# CTS (ロケットエンジン)
CTSはSSOのような(高度400km未満の)低軌道の用途においてCALTによって長征2号Cの性能を向上するために開発された上段ロケットである。 2段式の長征2号はペイロードを楕円軌道に投入してCTSは速度を補正して軌道を円軌道(SRM)にするために固体燃料ロケットに点火する。その間に衛星は運用に向けて準備する。

## 歴史
当初はSDとして1997年に初期のイリジウム衛星の展開ために開発された 1999年に長征2号Cの利用者の説明書にCTSとして選択肢が掲載され、双星計画を展開するために打ち上げられた。後に2機同時打上げシステムのSMAの一環として最初に環境一号A星と一号B星が打ち上げられ 2012年にShijian 9AとShijian 9A技術実証衛星が打ち上げられた。
| 日付       | 打上げロケット | 識別 | 射場 | 目的                                | 結果 |
| ---------- | -------------- | ---- | ---- | ----------------------------------- | ---- |
| 1997-09-01 | 長征2号C       | SD   | 太原 | イリジウム-MFS 1 / イリジウム-MFS 2 | 成功 |
| 1997-12-08 | 長征2号C       | SD   | 太原 | イリジウム 42 / イリジウム 44       | 成功 |
| 1998-03-25 | 長征2号C       | SD   | 太原 | イリジウム 51 / イリジウム 61       | 成功 |
| 1998-05-02 | 長征2号C       | SD   | 太原 | イリジウム 69 / イリジウム 71       | 成功 |
| 1998-08-19 | 長征2号C       | SD   | 太原 | イリジウム 76 / イリジウム 78       | 成功 |
| 1998-12-19 | 長征2号C       | SD   | 太原 | イリジウム 88 / イリジウム 89       | 成功 |
| 1999-06-10 | 長征2号C       | SD   | 太原 | イリジウム 92 / イリジウム 93       | 成功 |
| 2003-12-29 | 長征2号C       | CTS  | 西昌 | Double Star Equatorial (TC 1)       | 成功 |
| 2004-07-26 | 長征2号C       | CTS  | 太原 | Double Star Polar (TC 2)            | 成功 |
| 2008-09-06 | 長征2号C       | SMA  | 太原 | 環境一号A星 / 環境一号B星           | 成功 |
| 2012-10-14 | 長征2号C       | SMA  | 太原 | Shijian 9A / Shijian 9A             | 成功 |

## 設計
宇宙機の接続装置と軌道上機動装置Orbital Maneuver System (OMS)を備える。宇宙機接続装置は利用者の分離環境と指向精度の要求に応じて専用化される。 OMSは以下で構成される:
- 主構造体
- 制御装置 (搭載電子機器)
- テレメトリシステム
- 固体燃料エンジン (SRM)
- 反動制御装置 (RCS)

## 派生型
基本的なシステムは以下の3型式である。:
- SD: 初期の型式でイリジウム衛星の放出専用に使用された。[10][11][6][12][13]
- CTS: 1999年に商業用に改良され、利用者向けの説明書によれば3軸安定を備える。[11][7][14]
- SMA: 政府用の型式で2機搭載用のペイロードアダプターを備える。[15]